# Grotea gayi
Grotea gayi är en stekelart som först beskrevs av Maximilian Spinola 1851.  Grotea gayi ingår i släktet Grotea och familjen brokparasitsteklar. Inga underarter finns listade i Catalogue of Life.